# Wahlkreis Ochil and South Perthshire
| Ochil and South Perthshire         |
| ---------------------------------- |
| Ochil and South Perthshire         |
| Gebildet                           |
| 2005                               |
| Abgeordneter                       |
| John Nicolson (SNP)                |
| Regionen                           |
| Clackmannanshire Perth and Kinross |

Ochil and South Perthshire ist ein Wahlkreis für das Britische Unterhaus. Er wurde im Zuge der Wahlkreisreform 2005 aus Teilen des Wahlkreises Angus sowie der aufgelösten Wahlkreise Ochil, Perth and North Tayside neu gebildet. Ochil and South Perthshire umfasst die vollständige Council Area Clackmannanshire sowie die südlichen Gebiete von Perth and Kinross. Der Wahlkreis entsendet einen Abgeordneten.

## Wahlergebnisse

### Unterhauswahlen 2005
| Ergebnisse der Unterhauswahlen 2005 | Ergebnisse der Unterhauswahlen 2005 | Ergebnisse der Unterhauswahlen 2005 | Ergebnisse der Unterhauswahlen 2005 |
| Partei                              | Kandidat                            | Stimmen                             | %                                   |
| ----------------------------------- | ----------------------------------- | ----------------------------------- | ----------------------------------- |
| Labour                              | Gordon Banks                        | 14.645                              | 31,4                                |
| SNP                                 | Annabelle Ewing                     | 13.957                              | 29,9                                |
| Conservative                        | Elizabeth Smith                     | 10.021                              | 21,5                                |
| Liberal Democrats                   | Catherine Whittingham               | 6218                                | 13,3                                |
| Green                               | George Baxter                       | 978                                 | 2,1                                 |
| Socialist                           | Iain Campbell                       | 420                                 | 0,9                                 |
| UKIP                                | David Bushby                        | 275                                 | 0,6                                 |
| Free Scotland Party                 | Maitland Kelly                      | 183                                 | 0,4                                 |

### Unterhauswahlen 2010
| Ergebnisse der Unterhauswahlen 2010 | Ergebnisse der Unterhauswahlen 2010 | Ergebnisse der Unterhauswahlen 2010 | Ergebnisse der Unterhauswahlen 2010 | Ergebnisse der Unterhauswahlen 2010 |
| Partei                              | Kandidat                            | Stimmen                             | %                                   | ±                                   |
| ----------------------------------- | ----------------------------------- | ----------------------------------- | ----------------------------------- | ----------------------------------- |
| Labour                              | Gordon Banks                        | 19.131                              | 37,9                                | +6,5                                |
| SNP                                 | Annabelle Ewing                     | 13.944                              | 27,6                                | −2,3                                |
| Conservative                        | Gerald Michaluk                     | 10.324                              | 20,5                                | −1,0                                |
| Liberal Democrats                   | Graeme Littlejohn                   | 5754                                | 11,4                                | −1,9                                |
| UKIP                                | David Bushby                        | 689                                 | 1,4                                 | +0,8                                |
| Green                               | Hilary Charles                      | 609                                 | 1,2                                 | −0,9                                |

### Unterhauswahlen 2015
| Ergebnisse der Unterhauswahlen 2015 | Ergebnisse der Unterhauswahlen 2015 | Ergebnisse der Unterhauswahlen 2015 | Ergebnisse der Unterhauswahlen 2015 | Ergebnisse der Unterhauswahlen 2015 |
| Partei                              | Kandidat                            | Stimmen                             | %                                   | ±                                   |
| ----------------------------------- | ----------------------------------- | ----------------------------------- | ----------------------------------- | ----------------------------------- |
| SNP                                 | Tasmina Ahmed-Sheikh                | 26.620                              | 46,0                                | +18,4                               |
| Labour                              | Gordon Banks                        | 16.452                              | 28,4                                | −9,5                                |
| Conservative                        | Luke Graham                         | 11.987                              | 20,7                                | +0,2                                |
| Liberal Democrats                   | Iliyan Stefanov                     | 1.461                               | 2,6                                 | −8,8                                |
| UKIP                                | Martin Gray                         | 1.331                               | 2,3                                 | +0,9                                |

### Unterhauswahlen 2017
| Ergebnisse der Unterhauswahlen 2017 | Ergebnisse der Unterhauswahlen 2017 | Ergebnisse der Unterhauswahlen 2017 | Ergebnisse der Unterhauswahlen 2017 | Ergebnisse der Unterhauswahlen 2017 |
| Partei                              | Kandidat                            | Stimmen                             | %                                   | ±                                   |
| ----------------------------------- | ----------------------------------- | ----------------------------------- | ----------------------------------- | ----------------------------------- |
| Conservative                        | Luke Graham                         | 22.469                              | 41,5                                | +20,8                               |
| SNP                                 | Tasmina Ahmed-Sheikh                | 19.110                              | 35,3                                | −10,7                               |
| Labour                              | Joanne Ross                         | 10.847                              | 20,4                                | −8,0                                |
| Liberal Democrats                   | Iliyan Stefanov                     | 1742                                | 3,2                                 | +0,6                                |

### Unterhauswahlen 2019
| Ergebnisse der Unterhauswahl 2019 | Ergebnisse der Unterhauswahl 2019 | Ergebnisse der Unterhauswahl 2019 | Ergebnisse der Unterhauswahl 2019 | Ergebnisse der Unterhauswahl 2019 |
| Partei                            | Kandidat                          | Stimmen                           | %                                 | ±                                 |
| --------------------------------- | --------------------------------- | --------------------------------- | --------------------------------- | --------------------------------- |
| SNP                               | John Nicolson                     | 26.882                            | 46,5                              | +11,2                             |
| Conservative                      | Luke Graham                       | 22.384                            | 38,7                              | −2,8                              |
| Labour                            | Lorna Robertson                   | 4.961                             | 8,6                               | −8,0                              |
| Liberal Democrats                 | Iliyan Stefanov                   | 3.204                             | 5,5                               | +2,3                              |
| UKIP                              | Stuart Martin                     | 382                               | 0,7                               | +0,7                              |